# Christoph Trücher
Christopher Groove (eigentlich: Christoph Trücher) ist ein österreichischer DJ.
Im Jahr 2009 war er für den Amadeus Austrian Music Award in der Kategorie Electronic/Dance nominiert.

## Diskografie
- (Like I'm Falling In) Love (Album)
- Tandem EP
- Vienna EP